# Maigret (téléfilm, 1988)
Pour les articles homonymes, voir Maigret.
Maigret  est un téléfilm anglais réalisé par Paul Lynch en 1988.

## Fiche technique
- Titre : Maigret
- Réalisation : Paul Lynch
- Scénario : Arthur Weingarten
- Pays :  Royaume-Uni
- Genre : drame, thriller
- Durée : 94 minutes

## Distribution
- Richard Harris : Jules Maigret
- Patrick O'Neal : Kevin Portman
- Victoria Tennant : Victoria Portman
- Ian Ogilvy : Daniel Portman
- Barbara Shelley : Louise Maigret
- Dominique Barnes : Tara Portman
- Eric Deacon : Tony Portman
- Richard Durden : Julian Braden
- Andrew McCulloch : sergent Lucas